# Clavaíto
«Clavaíto» (estilizado como Clavaito) es una canción de la cantante hispanocubana Chanel junto al cantante español Abraham Mateo, lanzado originalmente el 28 de abril de 2023, como sencillo del álbum de Chanel ¡Agua! el 12 de enero de 2024 y como sencillo del álbum de Abraham Mateo Insomnio el 4 de abril a través de Sony Music Entertainment. X ti (canción)

## Videoclip
El videoclip fue estrenado en el canal de Chanel el 28 de abril de 2023, el mismo día que en el lanzamiento de la canción. Aparece Chanel cortando un tronco y Abraham Mateo bailando con ella y un par de parejas bailando con ellos en un pabellón y bailando ellos dos solos.Fue rodado en Almería, grabado por The Panda Bear Show y Willy Rodríguez y fue dirigido por Willy Rodríguez. El 4 de agosto también se estrenó en el mismo canal, producido por Amazon Music Perfomance.